# Musica nuda (album)
Musica nuda è il primo album del progetto musicale Musica Nuda (Petra Magoni e Ferruccio Spinetti), pubblicato nel 2004 per l'etichetta discografica Storie di note.

## Tracce
1. Eleanor Rigby - 2:32 (John Lennon - Paul McCartney)
2. Roxanne - 3:18 (Sting)
3. Prendila così - 4:19 (Lucio Battisti - Mogol)
4. Run with Me - 3:55 (Petra Magoni)
5. I Will Survive - 3:50 (Dino Fekaris - Freddie Perren)
6. Guarda che luna - 2:29 - (Walter Malgoni - Bruno Pallesi)
7. Maledetto sia l'aspetto - 0:57 (Claudio Monteverdi)
8. Blackbird - 1:56 (John Lennon, Paul McCartney)
9. Sacrifice - 3:38 (Bouman van Amerongen)
10. How Intro  / How Insensitive  - 2:36 (Ferruccio Spinetti) / (Antônio Carlos Jobim - Norman Gimbel)
11. Voglio di vita uscir - 1:50 (Claudio Monteverdi)
12. Raindrops Keep Fallin' on My Head - 3:00 (Burt Bacharach - Hal David)
13. Nessuno - 1:37 (Edilio Capotosti - Antonietta De Simone)
14. Nature Boy - 6:06 (eden ahbez)
15. Imagine (John Lennon) / ghost track - 8:23

## Formazione
- Petra Magoni - voce
- Ferruccio Spinetti - contrabbasso